# هيدهانترز
ويليم ريبرغن (Willem rebergen)  يعرف أكثر بإسمه المستعار هيدهانترز (headhunterz)  هو دي جي و منتج هولندي مصنف حسب مجلة دي جي في المركز 36 في تصنيف دي جي العالمي لسنة 2016 .

## روابط خارجية
- هيدهانترز على موقع IMDb (الإنجليزية)
- هيدهانترز على موقع ميوزك برينز (الإنجليزية)
- هيدهانترز على موقع ديسكوغز (الإنجليزية)